# ویتهورن
ویتهورن (به انگلیسی: Whithorn) یک شهرک در اسکاتلند است که در دامفریس و گالووی واقع شده‌است. ویتهورن ۸۶۷ نفر جمعیت دارد.